# مقاطعة هنتينغدون (بنسلفانيا)
مقاطعة هنتينغدون هي مقاطعة في بنسلفانيا، تتبع بنسيلفانيا، بلغ عدد سكانها 45٬913  نسمة، في 2010، عاصمتها هنتينغدون، تبلغ مساحتها 2٬303 كيلومتر مربع.

## الموقع
تشترك في الحدود مع:
- مقاطعة سنتر
- مقاطعة فولتون (بنسلفانيا)
- مقاطعة بيدفورد
- مقاطعة فرانكلين
- مقاطعة ميفلين
- مقاطعة جونياتا
- مقاطعة بلير.

## التقسيمات الإدارية
- هنتينغدون.

## أعلام
- جيمس مارتن بيل
- صموئيل ماكين
- ألكسندر فولتون
- ألكسندر كالدويل
- جيسي لي هارتمان